# Mrchojedy
Mrchojedy (en alemán: Merchojed) es un pueblo del municipio y del catastro de Samopše, en el distrito de Kutná Hora de la República Checa. Se encuentra cerca del nacimiento del arroyo Samopšské, a unos 2 km en línea recta al sureste de la ciudad de Sázava (pero 10 km por carretera) y 2 km al norte de Ledečko. Tiene un área de 5,24 km².

## Historia
El primer registro escrito de Mrchojedy data del año 1316. Por aquel entonces, el pueblo era propiedad del monasterio de Sázava. En el siglo XVI fue adquirido por la familia Waldstein, pero al siglo siguiente volvió a pasar a manos monacales. El monasterio fue cerrado por decreto del emperador José II en 1785.

## En la cultura popular
Una recreación del pueblo en el siglo XV, llamada Merhojed, aparece en el videojuego Kingdom Come: Deliverance, publicado en 2018. En ella el jugador debe afrontar un episodio de peste bubónica que se desarrolla en la zona.
El músico y animador checo Ivan Mládek erigió un estrafalario monumento a Mrchojedy en su canción Matička Mrchojedy, que formaba parte de su campaña recesiva para trasladar la capital checa de Praga a una sede situada exactamente en el centro del país. Mládek la eligió sobre todo por su nombre, que sonaba cómico. No obstante, su afirmación y petición fue errónea, ya que el pueblo queda lejos de cualquier "centro" definido de la geografía checa.